# Kim-Spiel
Unter dem Begriff Kim-Spiel, auch Kimspiel, versteht man ein Spiel, bei dem es vor allem auf die Merkfähigkeit des Gedächtnisses oder die Feinabstimmung der Sinnesorgane ankommt.

## Ursprung und Name
Die Namensgebung beruht auf den Schilderungen in Rudyard Kiplings (1865–1936) Roman Kim (1901), in dem ein Junge namens Kim auf seine Spionagetätigkeit hin ausgebildet und trainiert wird: Kipling beschreibt hier das Leben des Straßenjungen Kim, der ohne Eltern in Indien aufwächst. Mit dreizehn Jahren geht er bei einem Händler (Mr. Lurgan) in die Lehre. Dort begegnet Kim einem jüngeren Hindujungen, der auf Kim eifersüchtig ist. Um die Überheblichkeit des älteren Kim zu dämpfen und das Selbstbewusstsein des Hindujungen zu stärken, greift der Händler zur Spieltherapie. Er nimmt dabei Spiele aus dem Bereich der Wahrnehmung. Der Hindujunge gewinnt dabei jedes Spiel – seine Wahrnehmung und sein Gedächtnis sind schärfer und besser geschult. Zum Schluss fragt Kim fassungslos, wie es gemacht wird. Der Hindujunge antwortet ihm, dass man es solange macht, bis man es gut macht. Der Kernsatz lautet: „Es ist wert, es zu lernen.“
Kim hat Probleme mit der Wahrnehmung, im Denken, im Tasten und im Sehen. Damit kann er das Spiel nicht gewinnen. Er muss lernen, alle Sinne einzusetzen. Kim-Spiele können auch mit dem Begriff sinnliches Lernen beschrieben werden und sind altersunabhängig, können also vom Dreijährigen bis zum Erwachsenen eingesetzt werden.

## Unterteilungen
Die verschiedenen Formen der Kim-Spiele können nach den Arten der Wahrnehmung unterteilt werden:
- Sehen, visuelle Wahrnehmung
- Hören, auditive Wahrnehmung
- Riechen, olfaktorische Wahrnehmung
- Schmecken, gustatorische Wahrnehmung
- Tasten, taktile Wahrnehmung

Neben den fünf „traditionellen“ Sinnen gibt es auch noch andere Wahrnehmungen wie:
- Gleichgewicht, vestibuläre Wahrnehmung
- Warm/Kalt-Wahrnehmung
- Schmerzempfinden

sowie weitere Wahrnehmungsspiele, die sich auf die kognitive Wahrnehmung und das Enttarnen von Sinnestäuschungen oder die soziale Wahrnehmung mit dem Einfühlen in Partner und Gruppenprozesse beziehen.
Durch die Versprachlichung des z. B. Gefühlten werden die Begriffe bei Kindern gefestigt. Dadurch kann die Sprachförderung gesteigert werden.

## Beispiele
- Seh-Kim: Was hat sich verändert? Ein Teilnehmer wird hinausgeschickt und es wird an den anderen Teilnehmern etwas verändert; beispielsweise wechselt jemand den Sitzplatz, eine Brille wird vertauscht, ein Kleidungsstück wird abgelegt. Dann wird der Teilnehmer gerufen und aufgefordert zu raten, was sich verändert hat.
- Nasen-Kim: Hier geht es außer ums Gedächtnis auch noch um die gute Nase. Der Spielleiter hat eine Menge vorbereiteter Düfte bei sich: Halbierte Früchte wie Apfel, Orangen oder Bananen, Fläschchen mit Essig, Parfüm und einer Medizin, Stücke von Schokolade, Wurst und Käse und vieles mehr. Dem ersten Spieler werden nun die Augen verbunden. Dann hält man ihm einen der Gerüche unter die Nase und er muss raten, was es ist. Dann ist der nächste Riecher an der Reihe.
- Mund-Kim: Hier dreht sich alles um den Geschmack. Ähnlich wie beim Nasen-Kim muss hier jeder Spieler mit verbundenen Augen herausfinden, worein er gerade beißt, z. B. einen Apfel, ein Stück Brot oder eine rohe Kartoffel.
- Gedächtnis-Kim: Ein Spielleiter präsentiert ein Tablett mit einer Anzahl von kleinen Gegenständen (im Roman: Juwelen), damit die Mitspieler sie sich einprägen können. Nach Ablauf einiger Sekunden wird das Tablett verdeckt, und die Spieler sollen die Gegenstände möglichst vollständig aufzählen.
- Tast-Kim: Gegenstände hinter einem Tuch müssen ertastet und erraten werden.
- Hör-Kim: Gegenstände können anhand der durch sie verursachten Geräusche erkannt werden, etwa verschiedene Materialien in verschlossenen Dosen (Geräusch-Memory).